# Jacques Dugommier
Jacques François Dugommier (Trois-Rivières, Guadalupe; 1 de agosto de 1738-montaña de Mont-roig, Darnius, provincia de Gerona; 18 de noviembre de 1794) fue un general francés.

## Biografía
Dugommier se incorporó al servicio cuando tenía doce años, a la compañía de los cadetes de las colonias, a Rochefort, donde ascendió y recibió la Cruz de San Luis.
Luchó desde 1759, cuando participó en la defensa de la isla de Guadalupe contra los británicos, y el 1762 en Martinica, durante la guerra de los Siete Años. Tomó el nombre de Dugommier el 1785, y después de 25 años de servicio en las colonias, se retiró para ocuparse de la explotación de sus tierras en Guadalupe.

## Revolución francesa

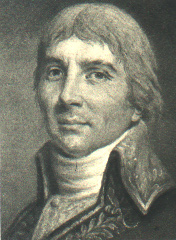
Jacques François Dugommier

Al comienzo de la Revolución, se distinguió como un patriota y fue elegido miembro del parlamento colonial y comandante de la Guardia Nacional de la Martinica, donde tuvo una parte muy activa en los desórdenes que agitaron la isla.
Volvió a Francia en 1792, siendo elegido diputado de la Convención Nacional. Relevó a Jean-François Carteaux como comandante del ejército de Italia, con el cual llevó a cabo el asedio de Tolón, entonces en manos de los británicos, y siguiendo los consejos de su capitán Napoleón Bonaparte, consiguió tomar la ciudad en 1793, distinguiéndose por su humanidad después de rendir el lugar. En septiembre de 1793, durante la guerra de la Primera Coalición, forzó la retirada de las tropas piamontesas, aliadas de Austria en varios combates.

## Guerra del Rosellón

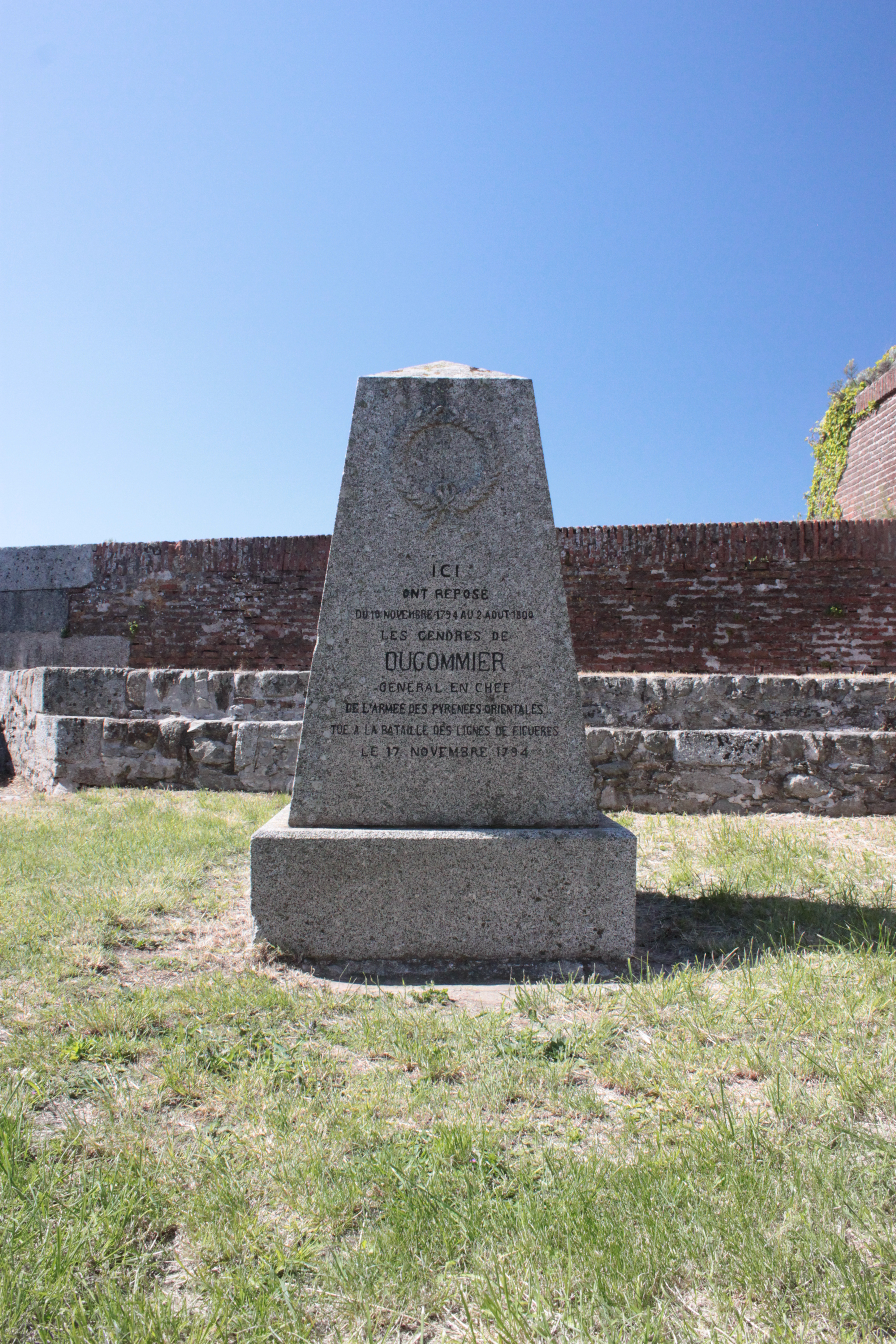
Monumento funerario al general Dugommier (Fuerte de Bellegarde, Le Perthus).

Nombrado general del Ejército de los Pirineos, durante la guerra del Rosellón, fue el encargado de recuperar los territorios roselloneses perdidos a manos de los españoles, comandados por el general Antonio Ricardos, conde de La Unión. Reorganizó el ejército y lo reforzó, debilitado como estaba por los incesantes ataques inútiles contra posiciones fortificadas de los españoles durante el periodo anterior. Entre el 28 de abril y el 1 de mayo de 1794 venció definitivamente en la batalla del Voló sobre los españoles dirigidos por el conde de la Unión, y aseguró la reconquista del Rosellón. Port Vendres, defendido por 400 franceses realistas de la legión Panetier, también cayó. A continuación, pasó a la ofensiva a la otra banda de los Pirineos, y tomó San Lorenzo de la Muga. Murió el 18 de noviembre durante la batalla de Roure, como consecuencia de una bomba española que cayó en su punto de observación, establecido en la montaña de Mont-roig.
Escribió en sus memorias, Mémoire sur la Catalogne (1794), que siempre creyó en la anexión de Cataluña, y escribe: «Le catalan est brave, actif, laborieux, ennemi de l´Espagne. Il a toujours aimé la liberté.»

## Muerte
Fue sepultado en la fortaleza de la Bellaguarda, en el bastión que mira hacia España, y su nombre fue inscrito al Panteón de París, a la vez que Napoleón legó 100 000 francos a su hijo. Actualmente está enterrado en Perpiñán, en un monumento en forma de pirámide.